# Колорадо-Ейкерс (Техас)
Колорадо-Ейкерс (англ. Colorado Acres) — переписна місцевість (CDP) в США, в окрузі Вебб штату Техас. Населення — 127 осіб (2020).

## Географія
Колорадо-Ейкерс розташоване за координатами 27°38′42″ пн. ш. 99°12′52″ зх. д. / 27.64500° пн. ш. 99.21444° зх. д. (27.644905, -99.214389).  За даними Бюро перепису населення США в 2010 році переписна місцевість мала площу 7,58 км², уся площа — суходіл.

## Демографія
Згідно з переписом 2010 року, у переписній місцевості мешкало 296 осіб у 71 домогосподарстві у складі 68 родин. Густота населення становила 39 осіб/км².  Було 110 помешкань (15/км²).
Расовий склад населення:
| - 88,9 % — білих - 0,3 % — вихідців з тихоокеанських островів - 9,8 % — осіб інших рас |

До двох чи більше рас належало 1,0 %. Частка іспаномовних становила 99,3 % від усіх жителів.
За віковим діапазоном населення розподілялося таким чином: 38,9 % — особи молодші 18 років, 55,0 % — особи у віці 18—64 років, 6,1 % — особи у віці 65 років та старші. Медіана віку мешканця становила 27,7 року. На 100 осіб жіночої статі у переписній місцевості припадало 133,1 чоловіків;  на 100 жінок у віці від 18 років та старших — 108,0 чоловіків також старших 18 років.
За межею бідності перебувало 62,2 % осіб, у тому числі 100,0 % дітей у віці до 18 років та 0,0 % осіб у віці 65 років та старших.
Цивільне працевлаштоване населення становило 9 осіб. Основні галузі зайнятості: будівництво — 100,0 %.